# Peu m'importe si l'histoire nous considère comme des barbares
Pour plus de détails, voir Fiche technique et Distribution.
Peu m'importe si l'histoire nous considère comme des barbares (Îmi este indiferent dacă în istorie vom intra ca barbari) est un film roumain en coproduction réalisé par Radu Jude, sorti en 2018.

## Synopsis
Mariana est une metteuse en scène de théâtre préparant un spectacle dénonçant le massacre d'Odessa de 1941. 

## Fiche technique
- Titre original : Îmi este indiferent dacă în istorie vom intra ca barbari (Mihai Antonescu)
- Titre français : Peu m'importe si l'histoire nous considère comme des barbares
- Réalisation : Radu Jude
- Scénario : Radu Jude
- Costumes : Ciresica Cuciuc et Iuliana Vilsan
- Photographie : Marius Panduru
- Montage : Catalin Cristutiu
- Pays d'origine :  Roumanie,  Allemagne,  Bulgarie,  France,  République tchèque
- Format : Couleurs - 35 mm - 1,85:1
- Genre : comédie dramatique
- Durée : 140 minutes
- Dates de sortie :
  - République tchèque : 2 juillet 2018 Festival international du film de Karlovy Vary 2018
  - Roumanie : 28 septembre 2018
  - France : 20 février 2019

## Distribution
- Ioana Iacob : Mariana
- Alex Bogdan : Traian
- Alexandru Dabija : Movila

## Sortie

### Accueil critique
En France, le site Allociné recense une moyenne des critiques presse de 3,8/5, et des critiques spectateurs à 3,2/5.
Pour Mathieu Macheret du Monde, « le dernier long-métrage de Radu Jude soulève encore ici un point extrêmement inconfortable du passé roumain. [...] la Roumanie fut, pendant quelques années de la seconde guerre mondiale, une dictature militaire ralliée à l'Allemagne nazie et impliquée dans la Shoah – séquence qui sera largement réécrite et atténuée sous le régime communiste.
Radu Jude choisit non pas de reconstituer directement cet épisode « barbare », mais de mettre en abyme l'acte même de sa représentation. [...] La vérité qui fâche est ce que la plupart se satisferaient bien d'enterrer, au profit d'un roman national qui flatte la bonne conscience collective ».

## Distinctions

### Récompense
- Festival international du film de Karlovy Vary 2018 : Globe de cristal[3].

### Sélection
- Festival international du film de Toronto 2018 : sélection en section Contemporary World Cinema.